# Chrysomma
Chrysomma é um género de aves da família Paradoxornithidae.

## Espécies
O gênero contém duas espécies:
- Chrysomma sinense (Gmelin, JF, 1789)
- Chrysomma altirostre (Jerdon, 1862)